# Boy (Band)
Boy (Eigenschreibweise BOY) ist ein Musikduo, das aus der Zürcher Sängerin Valeska Steiner und der Hamburger Musikerin Sonja Glass besteht.

## Geschichte
Die beiden Musikerinnen lernten sich 2005 beim Popkurs der Hochschule für Musik und Theater in Hamburg kennen und gründeten die Band im Jahr 2009. Nachdem sie 2010 ihre erste EP Hungry Beast selbst herausgebracht und sich ihr Publikum zunächst vor allem im Rahmen von Konzerten erspielt hatten, wurden sie 2011 von Grönland Records unter Vertrag genommen. Dort erschien im Herbst 2011 auch das Debütalbum Mutual Friends, welches von Philipp Steinke produziert wurde.
Das Debütalbum stieg auf Position 14 in die deutschen Charts ein. Nach dem Auftritt in der TV-Sendung NDR Talk Show am 9. September 2011 landete es bei iTunes in den Top 3 und bei Amazon auf Platz 1 der Sales Charts. Im November 2012 wurde dem Duo eine Goldene Schallplatte überreicht.
Boy gewannen 2011 den Hamburger Musikpreis HANS in der Kategorie Hamburger Nachwuchs des Jahres und 2012 den EBBA. Im Jahr 2015 erhielt das Team um Boy den HANS in der Kategorie Beste Künstlerentwicklung.
In dem europaweit ausgestrahlten Werbespot „Nonstop You“ der Lufthansa war Little Numbers zu hören. Im Juli 2013 erreichte der Song außerdem Platz 4 der japanischen Billboard Hot 100.
Am 21. August 2015 erschien ihr zweites Album We Were Here, das in Deutschland und der Schweiz den dritten Platz der Charts erreichte.
2016 wurde ihnen der VUT Indie Award in der Kategorie Bestes Album für We Were Here verliehen. Im selben Jahr gewann Sonja Glass, Komponistin und Bassistin des Duos, den Deutschen Musikautorenpreis in der Kategorie Komposition Pop.
Im Jahr 2018 veröffentlichte die Band das Album Acoustic Collection, eine Sammlung von Akustik-Versionen einiger Songs der ersten beiden Alben.
Im Juli 2020 schrieb die Band auf ihrer Instagram-Seite als Antwort auf einen Kommentar, dass bald mit einem neuen Album zu rechnen sei, ohne dabei weitere Details bekannt zu geben.

## Stil
Der Stil des Duos wird als eingängiger, moderner, aber individueller Pop beschrieben, der an die Musik von Feist erinnert.

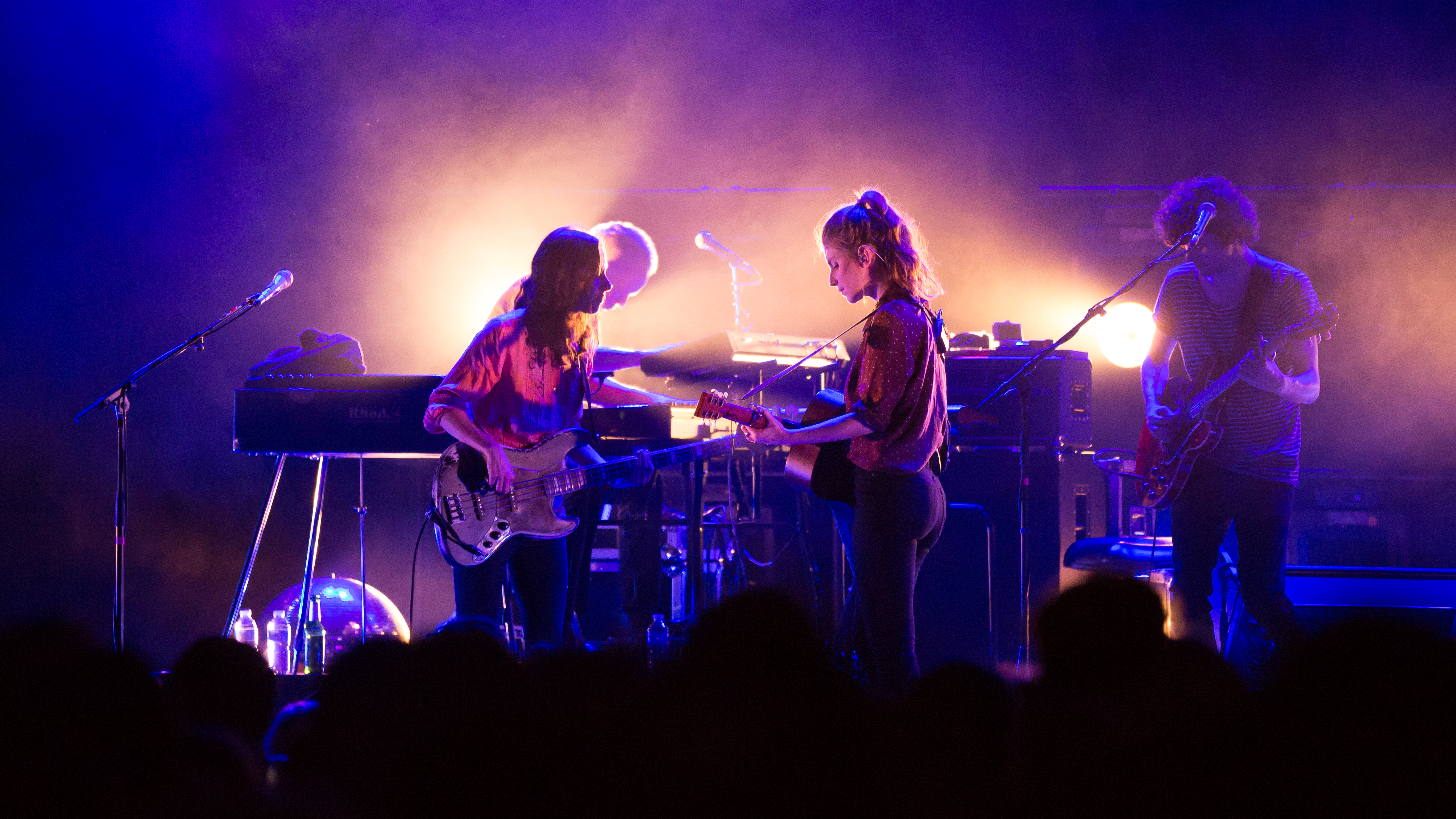
Im Kulturzentrum Schlachthof in Wiesbaden, 2016
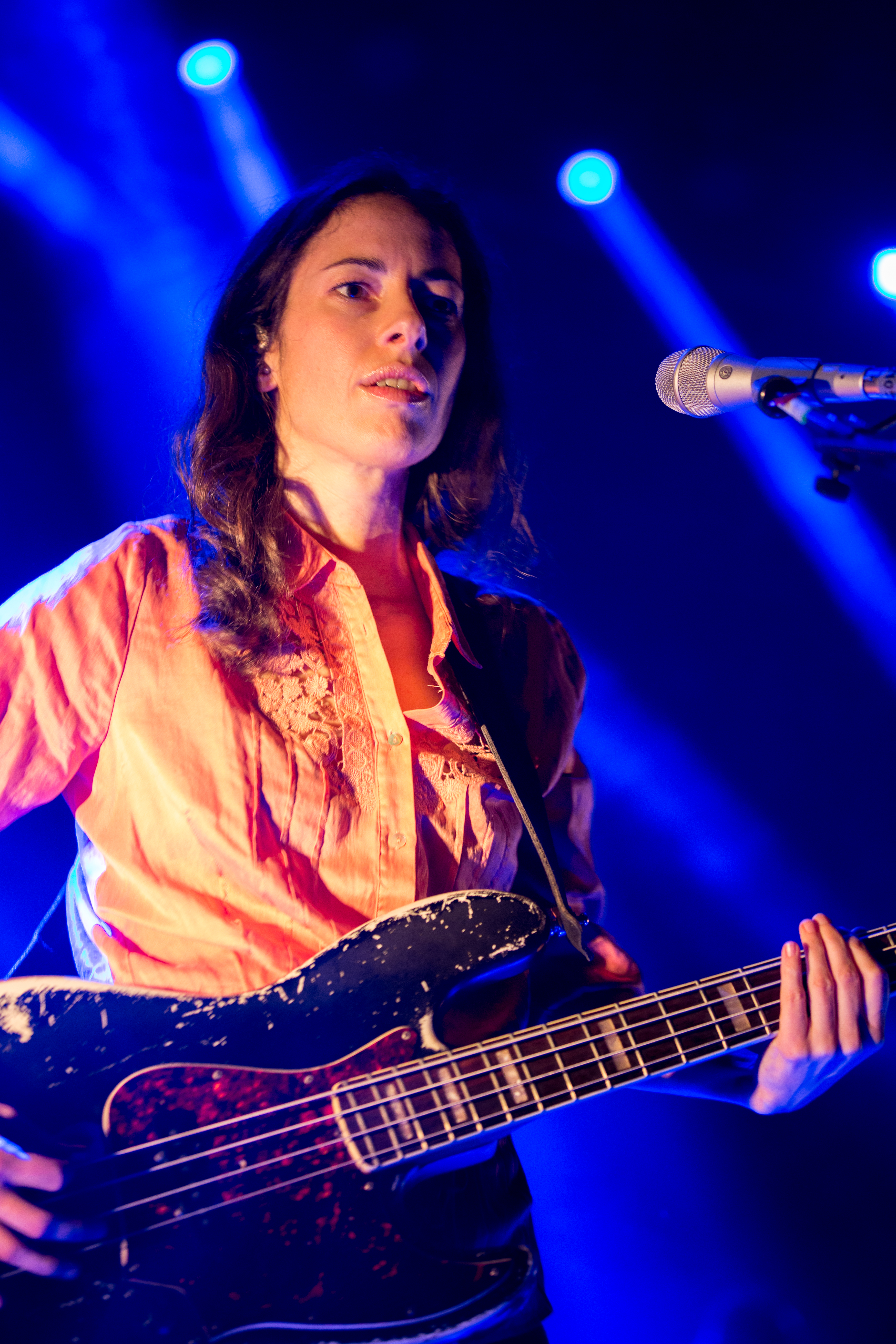
Sonja Glass
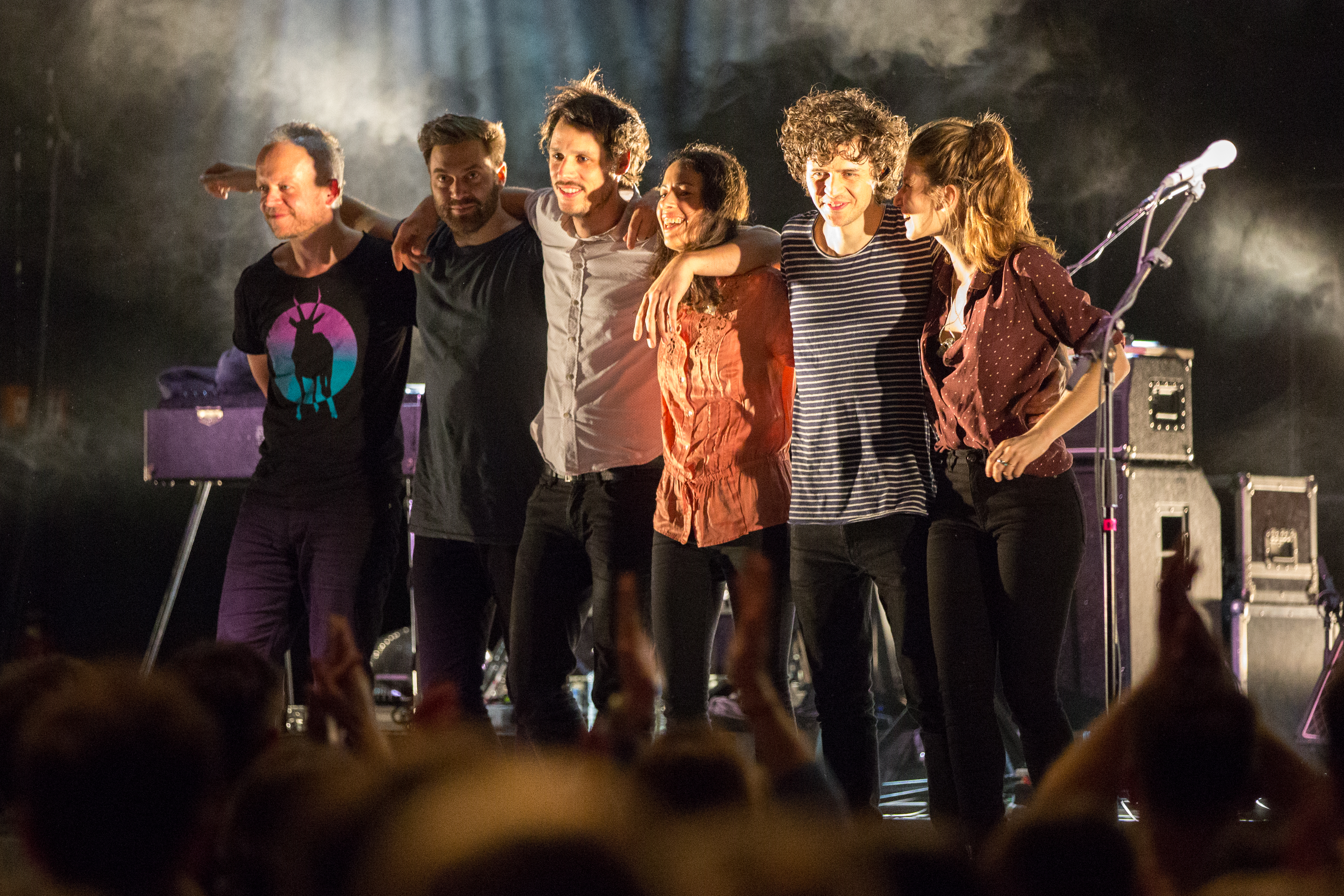
Schlussapplaus bei einem Konzert in Wiesbaden 2016
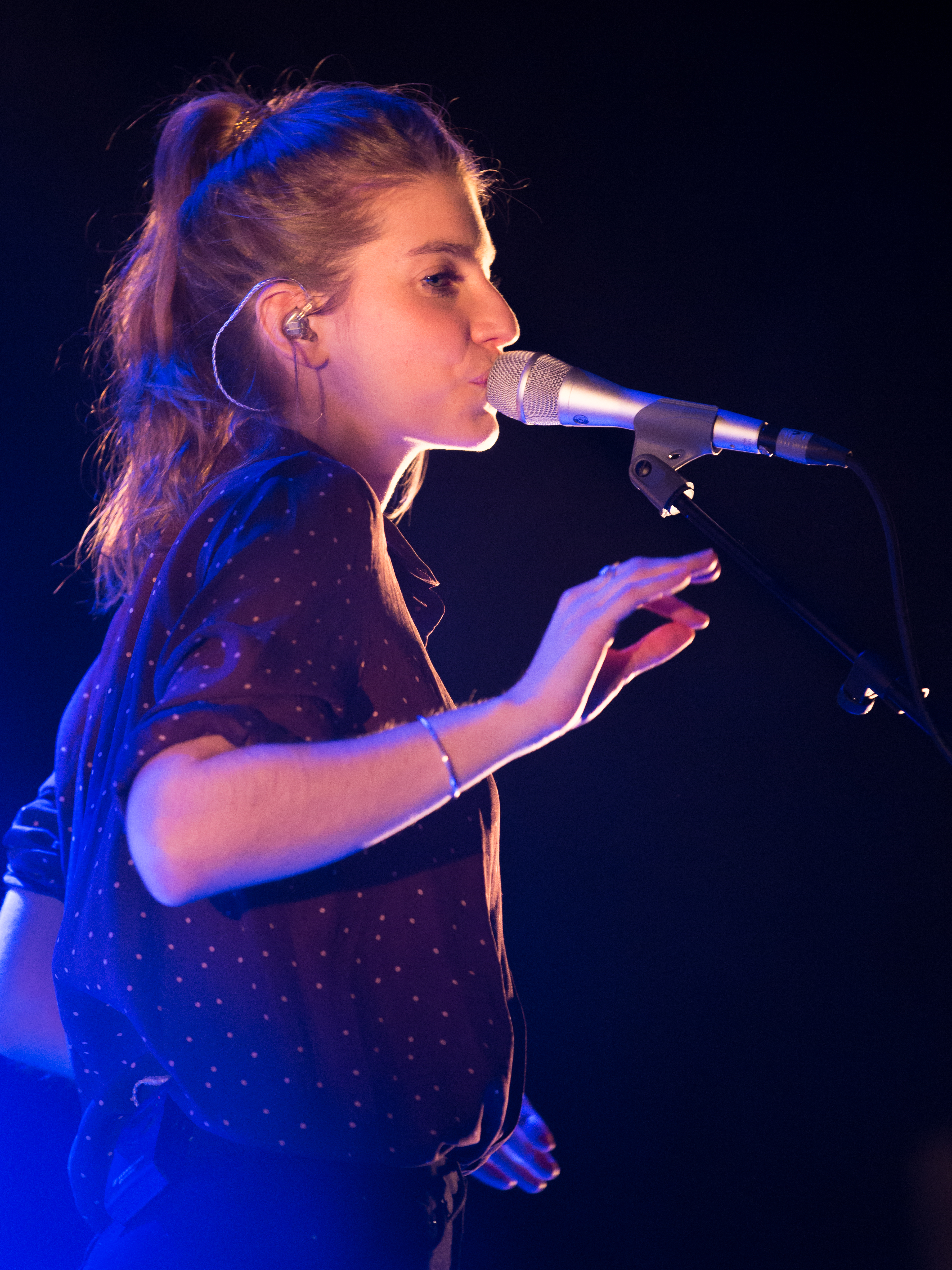
Valeska Steiner

## Trivia
Als Studiomusikerin (Bass) hat Sonja Glass sieben Songs auf dem 2016 veröffentlichten Album Hamburg Demonstrations von Peter Doherty eingespielt. Auch sind bei dem Lied Kolly Kibber Valeska Steiner und Sonja Glass als Hintergrund-Sängerinnen zu hören. Laut dem Produzenten Johann Scheerer habe sich die Kollaboration eher zufällig ergeben, die Band Boy arbeitete zur gleichen Zeit an ihrem zweiten Album We Were Here in seinem Studio, wie er mit Doherty an dem Song.

## Diskografie
- 2010: Hungry Beast (EP)[15]
- 2011: Little Numbers (Single)
- 2011: Mutual Friends (Album, Grönland Records)
- 2015: We Were Here (Single)
- 2015: We Were Here (Album, Grönland Records)
- 2018: Acoustic Collection (Album, Grönland Records, RSD 2018)

## Musikvideos
- 2011: Little Numbers[16]
- 2012: Skin (acoustic)[17]
- 2012: Drive Darling[18]
- 2013: Oh Boy[19]
- 2015: We Were Here[20]
- 2016: Fear[21]
- 2021: Fit Back In[22]

## Auszeichnungen
- 2011: Hamburger Musikpreis HANS in der Kategorie Hamburger Nachwuchs des Jahres
- 2012: EBBA und Goldene Schallplatte für das Album Mutual Friends
- 2016: Deutscher Musikautorenpreis für Sonja Glass
- 2016: VUT Indie Award in der Kategorie Bestes Album für We Were Here

### Nominierungen
- 2016: 1LIVE Krone in der Kategorie Beste Band